# Marc Bossy
Marcos Bossy, detto Marc (18 aprile 1920 – 1987), è stato un cestista e allenatore di pallacanestro svizzero.

## Carriera
Con la Svizzera ha disputato quattro Campionati europei (1946, 1951, 1953, 1955) e due edizioni dei Giochi olimpici (1948, 1952).